# Itaperuna (kommun)
Itaperuna är en kommun i Brasilien.   Den ligger i delstaten Rio de Janeiro, i den sydöstra delen av landet, 900 km sydost om huvudstaden Brasília. Antalet invånare är 95 876.
Följande samhällen finns i Itaperuna:
- Itaperuna

Omgivningarna runt Itaperuna är huvudsakligen savann. Runt Itaperuna är det ganska tätbefolkat, med 179 invånare per kvadratkilometer.